# Эспиньоль
Эспиньоль (дат. Espingol, этим термином также обозначался мушкетон) — многозарядное огнестрельное оружие XVI — XIX веков, особенностью которого являлось то, что заряды помещались в стволе один за другим. Между собой они разделялись огнеупорными пыжами из кожи, обильно пропитанной воском. 
Сложность при этом представляло то, как воспламенить заряды по очереди. Изготовлялись пистолеты и ружья с несколькими замками, с несколькими затравочными отверстиями, со сдвижными замками, со сдвижными стволами, с переворачивающимися стволами.
Но наиболее оригинальными системами были модели с воспламенительным шнуром, который располагался внутри ствола вдоль зарядов. Он поджигался с верхнего конца, после чего все пули вылетали из ствола одна за другой. Пыжи при такой системе были не нужны. 
Джозеф Гастон Чамберс в США изобрел один из типов оружия такого рода. Во время англо-американской войны 1812-15 годов в сентябре 1813 года было изготовлено 200 многозарядных ружей и 100 пистолетов системы Чамберса. Также было изготовлено 53 семиствольных эспиньолей для вооружения боевых кораблей. Но сразу выявились серьезные недостатки эспиньолей — очень долгое и сложное заряжание, а также невозможность прекратить огонь, пока не будут выстрелены все заряды. 
В Дании Андреас Шумахер также изобрел в начале XIX века подобную систему. В 1848 году в Дании были приняты на вооружение эспиньоли его образца, которые представляли собой легкие орудия на двухколесном лафете. Они были трех типов: легкие — под ружейные пули, дивизионные трёхствольные — под пули весом 30 г. и дефилейные — с пулями весом 93 г. При этом их заряжание требовало такой тщательности, что это было возможно делать только в специальной лаборатории. Поэтому для каждой эспиньоли имелось по нескольку заранее заряженных стволов. 
Во время австро-прусско-датской войны 1864 года полевая артиллерия Дании имела на вооружении батарею из 19 эспиньолей, в крепости на острове Альс было еще 36 эспиньолей. Но во время прусской атаки из большинства эспиньолей датчане не смогли сделать ни одного выстрела. После этой войны эспиньоли окончательно вышли из употребления.
В 1983-2012 годах австралийская компания Metal Storm производила похожие на эспиньоли гранатомёты с тандемным расположением гранат в стволе-магазине.